# Clytia lomae
Clytia lomae är en nässeldjursart som först beskrevs av Torrey 1909.  Clytia lomae ingår i släktet Clytia och familjen Campanulariidae. Inga underarter finns listade i Catalogue of Life.